# Lutz-en-Dunois
Lutz-en-Dunois és un municipi francès, situat al departament de l'Eure i Loir i a la regió de Centre – Vall del Loira. L'any 2007 tenia 429 habitants.

## Demografia

### Població
El 2007 la població de fet de Lutz-en-Dunois era de 429 persones. Hi havia 164 famílies, de les quals 28 eren unipersonals (24 homes vivint sols i 4 dones vivint soles), 56 parelles sense fills, 76 parelles amb fills i 4 famílies monoparentals amb fills.
La població ha evolucionat segons el següent gràfic:
Habitants censats

### Habitatges
El 2007 hi havia 191 habitatges, 164 eren l'habitatge principal de la família, 16 eren segones residències i 11 estaven desocupats. 190 eren cases i 1 era un apartament. Dels 164 habitatges principals, 145 estaven ocupats pels seus propietaris, 16 estaven llogats i ocupats pels llogaters i 3 estaven cedits a títol gratuït; 11 tenien dues cambres, 22 en tenien tres, 55 en tenien quatre i 76 en tenien cinc o més. 140 habitatges disposaven pel capbaix d'una plaça de pàrquing. A 61 habitatges hi havia un automòbil i a 93 n'hi havia dos o més.

### Piràmide de població
La piràmide de població per edats i sexe el 2009 era:
| Homes | Edats   | Dones |
| ----- | ------- | ----- |
| 0     | 95 o +  | 0     |
| 0     | 90 a 94 | 0     |
| 4     | 85 a 89 | 0     |
| 4     | 80 a 84 | 4     |
| 0     | 75 a 79 | 4     |
| 12    | 70 a 74 | 8     |
| 12    | 65 a 69 | 20    |
| 8     | 60 a 64 | 0     |
| 4     | 55 a 59 | 12    |
| 8     | 50 a 54 | 12    |
| 12    | 45 a 49 | 24    |
| 40    | 40 a 44 | 4     |
| 12    | 35 a 39 | 24    |
| 16    | 30 a 34 | 16    |
| 12    | 25 a 29 | 12    |
| 12    | 20 a 24 | 8     |
| 4     | 15 a 19 | 8     |
| 12    | 10 a 14 | 20    |
| 28    | 5 a 9   | 0     |
| 12    | 0 a 4   | 4     |

## Economia
El 2007 la població en edat de treballar era de 291 persones, 231 eren actives i 60 eren inactives. De les 231 persones actives 223 estaven ocupades (122 homes i 101 dones) i 8 estaven aturades (4 homes i 4 dones). De les 60 persones inactives 26 estaven jubilades, 20 estaven estudiant i 14 estaven classificades com a «altres inactius».

### Ingressos
El 2009 a Lutz-en-Dunois hi havia 166 unitats fiscals que integraven 431,5 persones, la mediana anual d'ingressos fiscals per persona era de 19.059 €.

### Activitats econòmiques
Dels 19 establiments que hi havia el 2007, 1 era d'una empresa alimentària, 1 d'una empresa de fabricació d'altres productes industrials, 3 d'empreses de construcció, 5 d'empreses de comerç i reparació d'automòbils, 2 d'empreses d'hostatgeria i restauració, 2 d'empreses financeres, 1 d'una empresa immobiliària, 3 d'empreses de serveis i 1 d'una entitat de l'administració pública.
Dels 4 establiments de servei als particulars que hi havia el 2009, 1 era un guixaire pintor, 1 lampisteria, 1 empresa de construcció i 1 restaurant.
L'únic establiment comercial que hi havia el 2009 era una botiga de roba.
L'any 2000 a Lutz-en-Dunois hi havia 25 explotacions agrícoles que ocupaven un total de 2.286 hectàrees.

## Equipaments sanitaris i escolars
El 2009 hi havia una escola maternal integrada dins d'un grup escolar amb les comunes properes formant una escola dispersa.

## Poblacions més properes
El següent diagrama mostra les poblacions més properes.